# Let Yourself In
Let Yourself In é o álbum de estreia do cantor e compositor brasileiro Tiago Iorc. Foi lançado em 20 de abril de 2008, através do selo discográfico SLAP da gravadora Som Livre. Em 26 de julho de 2009 o álbum foi relançado no Japão com uma faixa bônus e capa diferente. O álbum alcançou a sétima posição no Japan Albums Chart.

## Lista de faixas
| N.º | Título                  | Compositor(es)             | Duração |  |
| 1.  | "No One There"          | Tiago Iorc                 | 3:35    |  |
| 2.  | "Blame"                 | Iorc                       | 3:53    |  |
| 3.  | "Fine"                  | Iorc                       | 3:08    |  |
| 4.  | "Nothing But a Song"    | Iorc                       | 3:15    |  |
| 5.  | "Scared"                | Iorc                       | 3:35    |  |
| 6.  | "Ticket to Ride"        | John Lennon Paul McCartney | 3:43    |  |
| 7.  | "There's More to Life"  | Iorc                       | 4:05    |  |
| 8.  | "It's Not Time"         | Iorc                       | 4:29    |  |
| 9.  | "My Girl"               | R. White W. Robinson       | 3:29    |  |
| 10. | "When All Hope Is Gone" | Iorc                       | 5:19    |  |

| Faixa bônus |                                         |                |         |  |
| N.º         | Título                                  | Compositor(es) | Duração |  |
| 11.         | "Nothing But a Song" (Acoustic Version) | Iorc           | 3:02    |  |

| Faixa bônus da edição japonesa |                            |                |         |  |
| N.º                            | Título                     | Compositor(es) | Duração |  |
| 12.                            | "Blame" (Acoustic Version) | Iorc           |         |  |

## Créditos
Todos os dados abaixo foram retirados do encarte do álbum
- Tiago Iorc - vocal
- Daniel Gordon - bateria
- Rodrigo Tavares - violão
- Rodrigo Nogueira - baixo elétrico
- Leomaristi dos Santos - contrabaixo

## Desempenho Comercial

### Posição nas paradas
| Japão (Japan Albums Chart) | 7 |

## Histórico de lançamento
| País          | Data                   | Gravadora         |
| ------------- | ---------------------- | ----------------- |
| Brasil        | 12 de março de 2008    | Som Livre         |
| Brasil        | 13 de novembro de 2009 | Som Livre         |
| Japão         | 26 de julho de 2009    | JVC Records       |
| Filipinas     | 3 de março de 2010     | Universal Records |
| Coreia do Sul | 23 de março de 2010    | Kang & Music      |